# Джварцхма
Джварцхма (груз. ჯვარცხმა, до 2012 года — Чаисубани) — село в Грузии, на территории Чохатаурского муниципалитета края (мхаре) Гурия.

## География
Село находится в западной части Грузии, к югу от реки Супсы, на расстоянии приблизительно 1 километра (по прямой) к юго-юго-западу от посёлка городского типа Чохатаури, административного центра муниципалитета. Абсолютная высота — 216 метров над уровнем моря.

## Население
По результатам официальной переписи населения 2014 года, в Джварцхме проживал 491 человек (234 мужчины и 257 женщин). В национальной структуре населения грузины составляли 99,4 %, русские — 0,4 %., осетины — 0,2 %.
| Год  | Население, человек |
| ---- | ------------------ |
| 2002 | 560                |
| 2014 | ↘ 491              |